# Pericoronite
La pericoronite è una infiammazione acuta della gengiva che circonda un dente parzialmente erotto che si gonfia. La gengiva è dolente e arrossata. 
I fenomeni infiammatori ed infettivi legati al dente del giudizio non ben erotto e posizionato  possono essere determinati da batteri presenti nel cavo orale, che, penetrando all'interno dello spazio tra dente e gengiva, creano un processo infiammatorio ed infettivo di quest'ultima, dando origine alla pericoronite.
La pericoronite è caratterizzata dalla comparsa di un dolore nella regione posta nell'angolo della mandibola, dove si troverebbe il dente del giudizio. Il dolore va aumentando con i movimenti della masticazione, inoltre la mucosa si presenta arrossata e gonfia. 
Questa condizione può  peggiorare, causando un dolore più intenso e spesso irradiato all'orecchio, difficoltà e dolore durante la masticazione, a volte rendendo doloroso anche semplicemente parlare. I linfonodi del collo si ingrossano in presenza anche una componente purulenta, pus che fuoriesce in seguito a compressione. L'ultimo stadio della pericoronite è rappresentata dall'ascesso, ove la raccolta del pus può estendersi verso diversi settori della bocca e della faringe.